# Lotte (Westfalen)
Lotte település Németországban, azon belül Észak-Rajna-Vesztfália tartományban. Lakosainak száma 14 476 fő (2023. december 31.). Lotte Tecklenburg, Westerkappeln, Wallenhorst, Hasbergen és Osnabrück községekkel határos.

## Népesség
A település népességének változása:
| Lakosok száma | 9891 | 13 848 | 14 121 | 14 135 | 14 109 | 14 314 | 14 476 |
|               | 1975 | 2014   | 2017   | 2019   | 2021   | 2022   | 2023   |